# دوروتيا باركر
دوروتيا باركر (بالإنجليزية: Dorothea Parker) هي عداءة سريعة نيوزيلندية، ولدت في 10 أغسطس 1928، وتوفيت في 24 ديسمبر 1993.